# The Fugitive Kind
The Fugitive Kind (bra: Vidas em Fuga) é um filme estadunidense de 1959 do gênero drama, dirigido por Sidney Lumet. O roteiro de Meade Roberts e Tennessee Williams foi baseado na peça teatral de 1957, Orpheus Descending, a primeira revisão do texto de autoria de Williams, Battle of Angels de 1939, que fracassou em Boston e não chegou à Broadway.
Apesar da história se passar no sul dos Estados Unidos, o estúdio United Artists usou para as filmagens a cidade de Milton (Estado de Nova Iorque). Em 1960 o filme participou do Festival Internacional de Cinema de San Sebastián com Sidney Lumet e Joanne Woodward tendo sido premiados.

## Elenco
- Marlon Brando...Val "Snakeskin" Xavier
- Joanne Woodward...Carol Cutrere
- Anna Magnani...Lady Torrance
- Maureen Stapleton...Vee Talbot
- Victor Jory...Jabe Torrance
- R.G. Armstrong...xerife Talbot
- John Baragrey...David Cutrere

## Sinopse

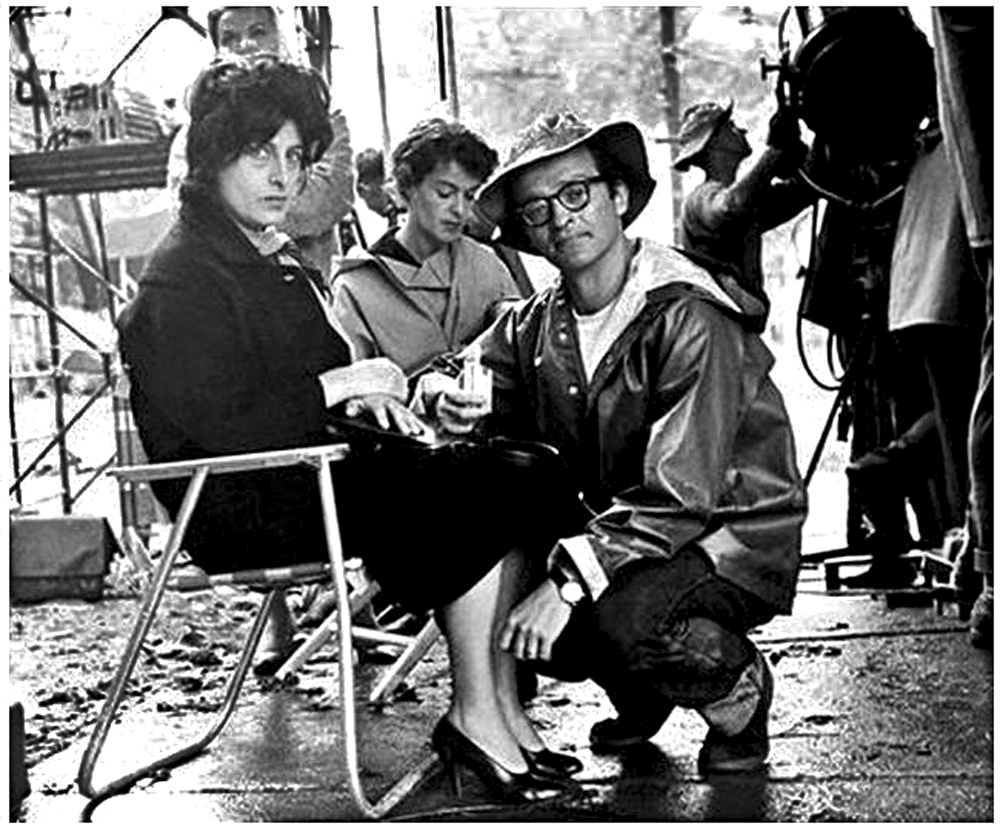
Anna Magnani com o diretor Lumet durante as filmagens

Valentine "Snakeskin" Xavier, um músico andarilho que veste sempre um casaco de pele de cobra, sai de Nova Orleans depois de ser preso por causar tumulto em uma festa decadente. Ele vai até Two Rivers, uma pequena cidade próxima a Memphis e com a indicação da mulher do xerife, Vee Talbott, começa a trabalhar na loja de propriedade do casal Torrence. A mulher, Lady Torrence, vive atormentada pela morte do pai que aconteceu em um incêndio em seu vinhedo provocado por racistas depois dele ter vendido bebidas a negros. O marido, Jabe, sofre de uma doença terminal e agoniza numa cama, num quarto no andar de cima da loja. Snakeskin é assediado pela jovem alcoólica e ninfomaníaca Carol Cutrere, irmã de um milionário local, mas acaba se apaixonando por Lady e os dois iniciam um relação adúltera. Jabe é sádico e ciumento e com a ajuda do xerife Talbott, começa a ameaçar Val e a intimidar Lady.